# Michael Rhodes (Snookerspieler)
Michael Rhodes (* 23. Dezember 1977) ist ein ehemaliger englischer Snookerspieler, der zwischen 1996 und 2004 mit Unterbrechungen für insgesamt drei Saisons Profispieler war. Zusätzlich gewann er 2015 die English Amateur Championship. Ferner spielte er auch einige Jahre Poolbillard.

## Karriere
1994 erreichte Rhodes das Endspiel der English Amateur Championship, verlor aber im Endspiel des wichtigsten Amateurturnieres Englands mit 5:8 gegen Matthew Davies. Anschließend durfte er an der Amateurweltmeisterschaft teilnehmen, wo er bis ins Achtelfinale kam. Ein Jahr später wurde er zu einem Event der WPBSA Minor Tour eingeladen, wo ihm ein Sieg über Profispieler Jason Prince gelang. Dadurch beflügelt wagte Rhodes 1996 selbst den Eintritt in die Profitour, die zu diesem Zeitpunkt keine sportlichen Qualifikationsbeschränkungen hatte. Trotz recht vieler Siege erreichte der Engländer in der folgenden Spielzeit nie die Hauptrunde eines Profiturnieres. Dadurch platzierte er sich nur auf Rang 263 der Weltrangliste. Da zeitgleich eine Modusänderung eintrat, verlor Rhodes seine Spielberechtigung.
In der nächsten Spielzeit durfte Rhodes dafür auf der (zweitklassigen) UK Tour spielen, wo er recht mittelmäßige Ergebnisse erzielte. Nichtsdestotrotz kehrte er in der nächsten Saison formal auf die erstklassige Profitour zurück, spielte aber keine einzige Partie. Nach nur einer Saison verlor er deshalb die Spielberechtigung wieder. In den folgenden Jahren nahm Rhodes sporadisch an der UK Tour bzw. deren Nachfolger-Tour, der Challenge Tour teil. Es dauerte bis zur Challenge Tour 2001/02, bis Rhodes wieder voll bei der Sache dabei war. Aber erst in der Challenge Tour 2002/03 waren seine Resultate so gut, dass er auf die Profitour zurückkehren konnte. Auch wenn er in der Saison 2003/04 kein einziges Auftaktspiel verlor, misslang es ihm erneut, die Hauptrunde eines wichtigen Turnieres zu erreichen. Am Saisonende auf Rang 106 geführt, verlor er seinen Profistatus erneut nach nur einer Spielzeit. Bis 2009 spielte er noch unregelmäßig auf der Challenge Tour sowie auf der Pontin’s International Open Series, eine Rückkehr auf die Profitour blieb ihm aber verwehrt. Nach einer Teilnahme an der für Amateure offenen, professionellen Gdynia Open 2015 probierte er noch einmal sein Glück und nahm 2016 an der Q School teil, was aber ebenfalls erfolglos blieb.
Währenddessen entwickelte sich Rhodes zu einem regelmäßigen Teilnehmer englischer Amateurturniere, nahm aber auch an internationalen Meisterschaften teil. So zog er 2007 in die Runde der letzten 32 der Europameisterschaft und ins Achtelfinale der Amateurweltmeisterschaft ein. 2013 verpasste er bei der English Amateur Championship nur knapp einen neuerlichen Finaleinzug, der ihm schließlich zwei Jahre später doch noch gelang. 21 Jahre nach seinem ersten, verlorenen Endspiel kürte sich Rhodes gegen Billy Joe Castle zum englischen Meister. Anschließend erreichte er bei der Europameisterschaft 2016 das Achtelfinale. 2006 war er zudem Teil des englischen Teams, die den IBSF World Team Cup gewannen. Mindestens drei Mal gewann er ferner die CIU Individual Snooker Championship. Daneben betätigte er sich auch im Poolbillard,  wo er zwischen 2012 und 2015 auf der britischen Great Britain 9-Ball Tour (GB9) spielte. Dort konnte er auch einige Turniere gewinnen. Bis 2017 nahm er noch regelmäßig an nennenswerten Amateurturnieren im Snooker teil, danach beendete er seine Karriere.
Rhodes kommt aus dem Raum Durham, je nach konkreter Angabe aus dem Dorf Tudhoe, aus Coxhoe, oder aber aus der Kleinstadt Ferryhill. In Durham besitzt Rhodes’ Vater einen eigenen Snookerclub. Rhodes selbst arbeitete hauptberuflich bei TNT Express, hilft aber auch im Snookerclub seines Vaters aus.

## Erfolge (Auswahl)
| Ausgang                   | Jahr | Turnier                                 | Finalgegner       | Ergebnis  |
| ------------------------- | ---- | --------------------------------------- | ----------------- | --------- |
| Amateurturniere (Snooker) |      |                                         |                   |           |
| Sieger                    | 1994 | English Amateur Championship – North    | Scoot Cooney      | 5:2       |
| Zweiter                   | 1994 | English Amateur Championship            | Matthew Davies    | 5:8       |
| Sieger                    | 2003 | Challenge Tour 2002/03 – Event 3        | Luke Simmonds     | 6:5       |
| Zweiter                   | 2013 | English Amateur Championship – North    | Stuart Carrington | 2:8       |
| Sieger                    | 2015 | English Amateur Championship – North    | Paul Davison      | 8:7       |
| Sieger                    | 2015 | English Amateur Championship            | Billy Joe Castle  | 10:6      |
| Poolbillardturniere       |      |                                         |                   |           |
| Zweiter                   | 2012 | GB9 2012 Midlands Classic Challenge Cup | Craig Waddingham  | 4:9       |
| Sieger                    | 2013 | GB9 2013 Northern Masters Challenge Cup | Arfan Dad         | unbekannt |
| Sieger                    | 2015 | GB9 2015 Midlands Classic Pro Cup       | Tony Drago        | unbekannt |
| Sieger                    | 2015 | GB9 2015 Northern Masters Main Event    | Craig Osborne     | 11:5      |